# Ајхен
Ајхен (њем. Aichen) општина је у њемачкој савезној држави Баварска. Једно је од 34 општинска средишта округа Гинцбург. Према процјени из 2010. у општини је живјело 1.159 становника. Посједује регионалну шифру (AGS) 9774166.

## Географија
Ајхен се налази у савезној држави Баварска у округу Гинцбург. Општина се налази на надморској висини од 510 метара. Површина општине износи 17,6 km².

## Становништво
У самом мјесту је, према процјени из 2010. године, живјело 1.159 становника. Просјечна густина становништва износи 66 становника/km².